# 20393 Kevinlane
20393 Kevinlane è un asteroide della fascia principale. Scoperto nel 1998, presenta un'orbita caratterizzata da un semiasse maggiore pari a 3,0603884 UA e da un'eccentricità di 0,0828099, inclinata di 8,76278° rispetto all'eclittica.